# Mohamed Abd Al-Jawad
Mohamed Abed Abd Al-Jawad (en árabe: محمد عابد عبدالجواد‎, Yeda, La Meca; 28 de noviembre de 1962) es un exfutbolista saudita. Jugaba de defensa y su último club fue el Al Ahli de Arabia Saudita. Actualmente trabaja como representante de futbolistas.
Abd Al-Jawad desarrolló su carrera enteramente en Al Ahli. Además, fue internacional absoluto por la Selección de fútbol de Arabia Saudita y disputó tanto las Copas Asiáticas de 1984 y 1988 como la Copa Mundial de la FIFA 1994.

## Trayectoria

### Clubes
| Club    | País           | Año       |
| ------- | -------------- | --------- |
| Al Ahli | Arabia Saudita | 1980-1995 |

### Selección nacional
| Selección | País           | Año       |
| --------- | -------------- | --------- |
| Absoluta  | Arabia Saudita | 1981-1994 |

## Estadísticas

### Selección nacional
Fuente:
| Selección de Arabia Saudita | Selección de Arabia Saudita | Selección de Arabia Saudita |
| Año                         | Part.                       | Goles                       |
| --------------------------- | --------------------------- | --------------------------- |
| 1981                        | 12                          | 0                           |
| 1982                        | 6                           | 0                           |
| 1983                        | 0                           | 0                           |
| 1984                        | 20                          | 3                           |
| 1985                        | 12                          | 2                           |
| 1986                        | 13                          | 1                           |
| 1987                        | 0                           | 0                           |
| 1988                        | 23                          | 1                           |
| 1989                        | 9                           | 0                           |
| 1990                        | 0                           | 0                           |
| 1991                        | 0                           | 0                           |
| 1992                        | 0                           | 0                           |
| 1993                        | 14                          | 0                           |
| 1994                        | 13                          | 0                           |
| Total                       | 122                         | 7                           |

#### Goles internacionales
| No | Fecha                  | Sede                 | Oponente  | Gol     | Resultado | Competición                              |
| -- | ---------------------- | -------------------- | --------- | ------- | --------- | ---------------------------------------- |
| 1. | 19 de octubre de 1984  | Yeda, Arabia Saudita | Nepal     | 2 goles | 7-0       | Eliminatorias para la Copa Asiática 1984 |
| 2. | 19 de octubre de 1984  | Yeda, Arabia Saudita | Nepal     | 2 goles | 7-0       | Eliminatorias para la Copa Asiática 1984 |
| 3. | 8 de diciembre de 1984 | Singapur             | Catar     | 1 gol   | 1-1       | Copa Asiática 1984                       |
| 4. | 10 de julio de 1985    | Taif, Arabia Saudita | Irak      | 1 gol   | 2-3       | Copa de Naciones Árabe 1985              |
| 5. | 4 de octubre de 1985   | Taif, Arabia Saudita | Camerún   | 1 gol   | 2-1       | Copa de Naciones Afroasiáticas 1985      |
| 6. | 30 de marzo de 1986    | Manama, Baréin       | Irak      | 1 gol   | 2-1       | Copa de Naciones del Golfo de 1986       |
| 7. | 29 de junio de 1988    | Melbourne, Australia | Hong Kong | 1 gol   | 3-0       | Partido amistoso                         |

#### Participaciones en fases finales
| Torneo                         | Sede           | Resultado        | Partidos | Goles |
| ------------------------------ | -------------- | ---------------- | -------- | ----- |
| Juegos Olímpicos de 1984       | Los Ángeles    | Primera fase     | 3        | 0     |
| Copa Asiática 1984             | Singapur       | Campeón          | 6        | 1     |
| Juegos Asiáticos de 1986       | Seúl           | Subcampeón       | 5        | 0     |
| Copa Asiática 1988             | Catar          | Campeón          | 6        | 0     |
| Copa Mundial de Fútbol de 1994 | Estados Unidos | Octavos de final | 4        | 0     |

## Palmarés

### Títulos nacionales
| Título                   | Club    | País           | Año  |
| ------------------------ | ------- | -------------- | ---- |
| Liga Profesional Saudita | Al Ahli | Arabia Saudita | 1984 |
| Copa del Rey             | Al Ahli | Arabia Saudita | 1983 |

### Títulos internacionales
| Título                             | Club           | Sede     | Año  |
| ---------------------------------- | -------------- | -------- | ---- |
| Copa Asiática                      | Arabia Saudita | Singapur | 1984 |
| Copa de Clubes Campeones del Golfo | Al Ahli        | Dubái    | 1985 |
| Copa Asiática                      | Arabia Saudita | Doha     | 1988 |

(*) Incluyendo la Selección

### Distinciones individuales
| Distinción                            | Año  |
| ------------------------------------- | ---- |
| Equipo del Torneo de la Copa Asiática | 1988 |